# Kurrimine-Beach-Nationalpark
Der Kurrimine-Beach-Nationalpark (englisch Kurrimine Beach National Park) ist ein etwa 9,1 Quadratkilometer großer Nationalpark in Queensland, Australien. Seit 1988 ist er wegen seiner natürlichen Schönheit, Artenvielfalt, Evolutionsgeschichte und als Habitat für zahlreiche bedrohte Tierarten als UNESCO-Weltnaturerbe Wet Tropics of Queensland gelistet. Zudem ist er Teil der Coastal Wet Tropics Important Bird Area. Der Park schützt eines der wenigen Gebiete mit ursprünglichem, küstennahen Regenwald.

## Lage
Der Park befindet sich in der Region North Queensland und liegt etwa 30 Kilometer südlich von Innisfail und 180 Kilometer nordwestlich von Townsville. Vom Bruce Highway kommend, erreicht man den Park über den Abzweig nach Kurrimine Beach. Von hier gelangt man über die Jacobs Road in die Kurrimine Beach Conservation Area. Der Nationalpark schließt daran im Norden an, hat aber weder einen öffentlichen Zugang noch Besuchereinrichtungen.
In der Nachbarschaft liegen die Nationalparks Barnard Island Group, Maria Creek, Clump Mountain und Basilisk Range.

## Nutzung
Die Gegend war ursprünglich dicht bewaldet, heute sind nur noch wenige Flecken mit ursprünglichem Bewuchs im Park zu finden. Der Rest wurde für Landwirtschaft und Besiedlung gerodet.